# François-Edmée Ricois
François-Edmée Ricois (Courtalain, 29 agosto 1795 – Mareil-Marly, 21 gennaio 1881) è stato un pittore francese.
Fu un paesaggista d'impostazione tardo-neoclassica.

## Biografia
Fu allievo di Jean-Victor Bertin, di Anne-Louis Girodet e di Constant Bourgeois.
Espose ai Salon dal 1819 al 1880 numerose viste di castelli e di paesaggi della Francia e della Svizzera.

## Opere e musei
- "Vue du Tréport en 1830" - già appartenente alla collezione di Luigi-Filippo, acquistato dalla città di Dieppe nel 1927. Dieppe, Museo del castello.
- "Vue d'une cour avec constructions et jardins" -  (acquarello). Lilla, Museo di Belle arti. Archiviato il 30 settembre 2007 in Internet Archive.
- "Vue de la Grande Chartreuse", " Vue du bois de Boulogne avec la grande cascade, le Mont Valérien et Longchamp", "Vue du château d'Amboise, prise de l'autre côté de la Loire" - (tre disegni). Parigi, Louvre, Saletta delle Arti grafiche.
- "Vue du château de Rosny-sur-Seine". Sceaux, museo de l'Île-de-France. Archiviato il 29 settembre 2007 in Internet Archive.
- "Luigi Filippo, sa famille et la duchesse de Kent assistent aux Grandes Eaux de Versailles, mai 1844". Versailles, Castello di Versailles e del Trianon.
- "Vue de Bagatelle" - (litografia).
- "Vue du château de Maintenon à travers l'aqueduc". Maintenon, Museo del castello.

## Bibliografia

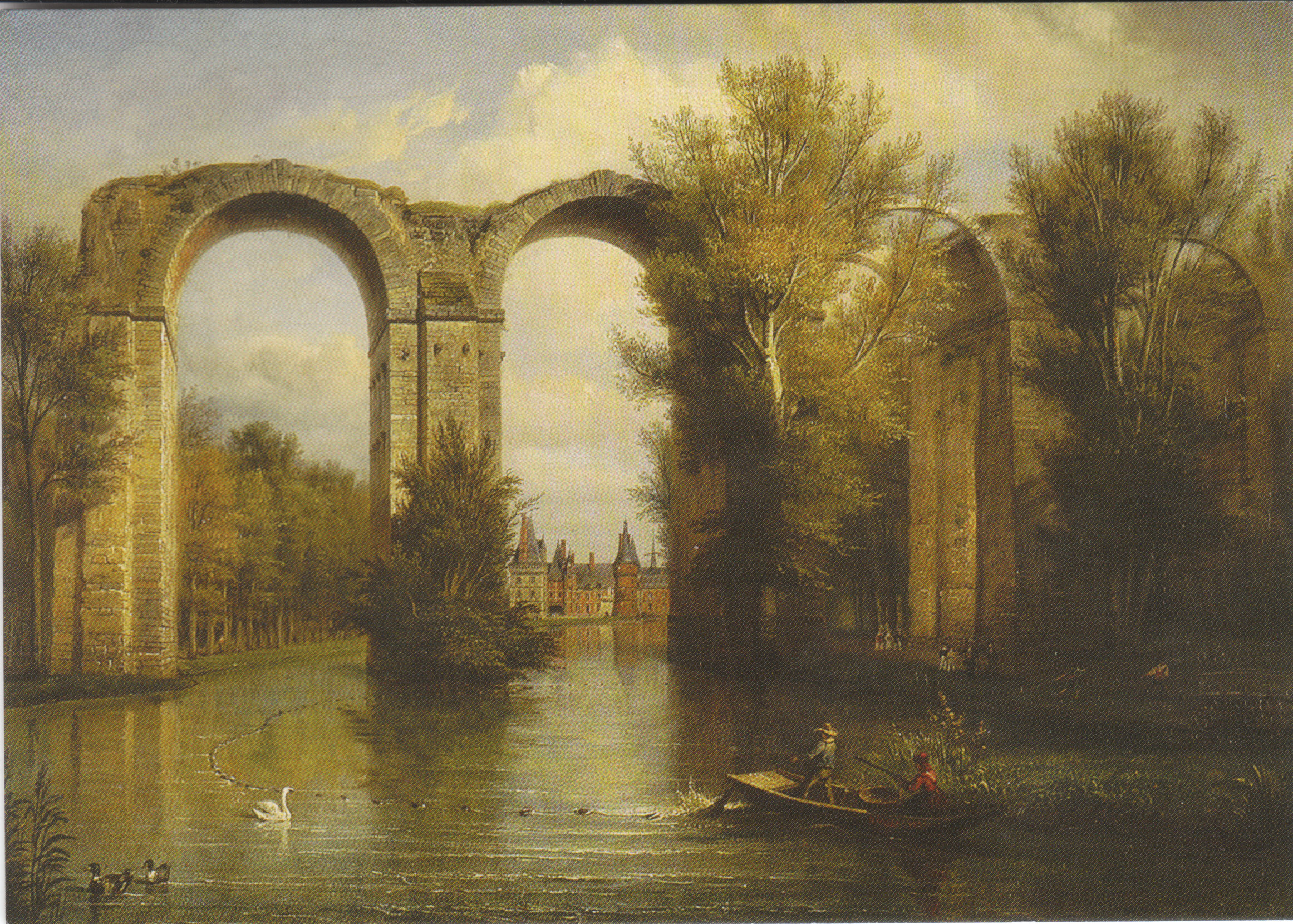
Il castello di Maintenon visto attraverso l'acquedotto